# Prosopocoilus bison magnificus
Prosopocoilus bison magnificus es una especie de coleóptero de la familia Lucanidae.

## Distribución geográfica
Habita en las Islas Tanimbar (Indonesia).